# Олимпијски стадион у Шамонију
Олимпијски стадион у Шамонију је коњички стадион у Шамонију, Француска. Био је домаћин церемоније отварања и затварања на Зимским олимпијским играма 1924., а од спортова на њему су се одиграли скијашко трчање, карлинг, уметничко клизање, хокеј, војна патрола, нордијско скијање, као и брзо клизање. Стадион има капацитет 45.000 места.